# Gentisato 1,2-diossigenasi
La gentisato 1,2-diossigenasi è un enzima appartenente alla classe delle ossidoreduttasi, che catalizza la seguente reazione:
2,5-diidrossibenzoato + O2 ⇄ maleilpiruvato
L'enzima richiede Fe2+.